# Monte Sellaro
O monte Sellaro é uma montanha que se ergue a 1439 metros acima do nível do mar, localizada na província de Cosenza, Calábria, sul da Itália.